# Giuliano di Alessandria
Giuliano (Egitto, ... – Alessandria d'Egitto, 189) fu l'undicesimo vescovo di Alessandria d'Egitto.
Succedette ad Agrippino diventato vescovo di Cartagine. Durante il suo episcopato venne fondata da Panteno la Scuola teologica di Alessandria. Fu vescovo dal 180 fino alla sua morte, avvenuta nel 189.